# Hololepta subnitida
Hololepta subnitida är en skalbaggsart som först beskrevs av Lewis 1888.  Hololepta subnitida ingår i släktet Hololepta och familjen stumpbaggar. Inga underarter finns listade i Catalogue of Life.